# Wałentyna Bolszowa
Wałentyna Bolszowa z domu Masłowska (ukr. Валентина Большова (Масловська), ros. Валентина Большова (Масловская) ur. 30 stycznia 1937 w Odessie, zm. 21 maja 2023 w Palafrugell) – ukraińska lekkoatletka reprezentująca Związek Socjalistycznych Republik Radzieckich, sprinterka i płotkarka, mistrzyni Europy z 1958.
Zdobyła złoty medal w sztafecie 4 × 100 metrów w składzie: Wira Krepkina, Linda Kepp, Nonna Polakowa i Masłowska na mistrzostwach Europy w 1958 w Sztokholmie. Na tych samych mistrzostwach zajęła 6. miejsce w finale biegu na 100 metrów oraz odpadła w półfinale biegu na 80 metrów przez płotki.
Na igrzyskach olimpijskich w 1960 w Rzymie odpadła w półfinale biegu na 200 metrów, a w sztafecie 4 × 100 metrów zajęła 4. miejsce (zawodniczki radzieckie biegły w składzie: Krepkina, Masłowska, Marija Itkina i Irina Press).
Zajęła 5. miejsce w biegu na 200 metrów na mistrzostwach Europy w 1962 w Belgradzie, a sztafeta 4 × 100 metrów z jej udziałem została w finale zdyskwalifikowana. Na kolejnych mistrzostwach Europy w 1966 w Budapeszcie wywalczyła brązowy medal w sztafecie 4 × 100 metrów (która biegła w składzie: Wira Popkowa, Bolszowa, Ludmiła Samotiosowa i Renāte Lāce). Startowała również na tych mistrzostwach w biegach na 100 metrów (odpadła w eliminacjach) i na 200 metrów (odpadła w półfinale).
Zwyciężyła w sztafecie 4 × 1 okrążenie (w składzie: Bolszowa, Galina Bucharina, Tatjana Tałyszewa i Popkowa) oraz w sztafecie szwedzkiej 1+2+3+4 okrążenia (w składzie: Bolszowa, Popkowa, Tatjana Arnautowa i Nadieżda Sieropiegina) na europejskich igrzyskach halowych w 1967 w Pradze.
Była mistrzynią ZSRR w biegu na 100 metrów przez płotki w latach 1965–1967 oraz halową mistrzynią ZSRR w biegu na 60 metrów w 1967.
Ustanowiła rekord świata w sztafecie 4 × 200 metrów (w składzie: Lāce, Masłowska, Itkina i Galina Popowa) czasem 1:35,1 14 lipca 1963 w Moskwie.
Dwukrotnie poprawiała rekordy ZSRR w sztafecie 4 × 100 metrów  do wyniku 44,5 s (16 lipca 1961 w Moskwie).
Wyszła za mąż za skoczka wzwyż Wiktora Bolszowa. Małżeństwo Bolszowów zamieszkało w Kiszyniowie. Ich córka Olga Bolșova była reprezentantką Mołdawii, czterokrotną olimpijką w skoku wzwyż i trójskoku